# Rabasova galerie Rakovník
Rabasova galerie sídlí v budově bývalé synagogy v Rakovníku, pojmenována je po malíři Václavu Rabasovi. Galerii provozuje Středočeský kraj a jejím ředitelem je akademický malíř Václav Zoubek.

## Historie
Rabasovu galerii založila rakovnická Společnost přátel umění (SPU), která vznikla na podzim roku 1936 za účelem podpory aktivit ve všech uměleckých oblastech. Úvaha o vytvoření městské obrazárny zazněla na spolkové schůzi už v roce 1939, kde s ní vystoupil Karel Mejstřík, a ještě během války bylo pro jeho sbírku zakoupeno několik uměleckých děl. S postupujícím utužováním protektorátního režimu musela Společnost přerušit činnost. Po osvobození v létě roku 1945 se členstvo znovu scházelo a za hlavní cíl si bralo vybudování galerie. Na počátku roku 1947 bylo ustaveno kuratorium. To sestavilo první stálou expozici z vypůjčených obrazů a soch v ředitelském bytě ve druhém patře spořitelny na Husově náměstí. Slavnostní otevření se uskutečnilo 15. srpna 1948. Téhož dne péči o obrazárnu přebral národní výbor a SPU zanikla.
Po smrti Václava Rabase v roce 1954 přijala galerie do názvu jeho jméno. V souvislosti s reformou veřejné správy v roce 1960 do Rakovníka přišlo mnoho nových úřednic a úředníků a expozice musela být přestěhována do Staré pošty (budova okresního muzea), kde postupně zanikla. Až v roce 1968 došlo k oživení, kdy se kolem galerie soustředila skupinka aktivistů. O tři roky později byla ale sloučena s muzeem do okresního muzea a galerie. Roku 1982 byla galerie umístěna ve Vysoké ulici v domě čp. 232 (bývalá synagoga a rabinát), kam byla umístěna stálá expozice. Galerie se pak roku 1991 opět osamostatnila a později byla zřízena také koncertní Heroldova síň, Nová síň pod Vysokou bránou i výstavní síň na radnici. Od roku 2004 je příspěvkovou organizací Středočeského kraje.

## Činnost
Galerie pořádá výstavy, koncerty a vydává publikace. Vytváří sbírku regionálního moderního a současného umění se zaměřením na Rakovnicko a Středočeský kraj a soubor opukových soch, které vznikají během mezinárodního sympozia Džbán. V budově bývalé synagogy a rabinátu (Vysoká 232) se nachází stálá expozice malíře Václava Rabase, krátkodobé výstavby se konají v pobočkách v Nové síni pod Vysokou bránou (Vysoká 226) a ve Výstavní síni na rakovnické radnici na Husově náměstí.